# Barschel - Mord in Genf ?
Pour plus de détails, voir Fiche technique et Distribution.
Barschel – Mord in Genf? est un thriller politique allemand réalisé par Uwe Boll et Frank Lustig, sorti en 1993. Le film explore les théories entourant la mort mystérieuse de l'homme politique allemand Uwe Barschel, retrouvé sans vie dans une chambre d'hôtel à Genève en 1987.

## Synopsis
Un réalisateur en quête de succès rencontre un producteur potentiel pour lui proposer un film sur la mort d'Uwe Barschel, homme politique allemand décédé dans des circonstances mystérieuses. À travers cette démarche, le film explore diverses théories du complot et les zones d'ombre entourant cette affaire non résolue.

## Fiche technique
- Titre : Barschel – Mord in Genf?
- Réalisation : Uwe Boll et Frank Lustig
- Scénario : Uwe Boll et Frank Lustig
- Musique : Frank Lustig
- Production : Bolu Filmproduktion und Verleih
- Pays d'origine :  Allemagne
- Genre : Thriller
- Durée : 89 minutes
- Date de sortie : 4 mars 1993

## Distribution
- Michael Rasmussen
- Ludger Burmann
- Karl-Friedrich Gerster